# Astroscopus
Astroscopus – rodzaj morskich ryb okoniokształtnych z rodziny skaberowatych (Uranoscopidae).
Występują w wodach u wybrzeży obu Ameryk. Dorastają do 60 cm długości.

## Klasyfikacja
Gatunki zaliczane do tego rodzaju:
- Astroscopus guttatus – skaber amerykański[3]
- Astroscopus sexspinosus
- Astroscopus y-graecum
- Astroscopus zephyreus